# Senna montana
Senna montana là một loài thực vật có hoa trong họ Đậu. Loài này được (Roth) V.Singh miêu tả khoa học đầu tiên.